# CSS Florida
CSS Florida – rajder marynarki Skonfederowanych Stanów Ameryki, prowadzący działania krążownicze podczas wojny secesyjnej przeciwko statkom i okrętom Unii.

## Budowa i wyposażanie
Działalność rajdera CSS „Sumter”, pomimo niewielkich osiągnięć, została przez dowództwo konfederackie uznana za sukces. W przyszłości jednak akcje rajderskie miały prowadzić jednostki szybkie, dobrze uzbrojone, o znacznym zasięgu i autonomii, których budowę miano zlecić stoczniom zagranicznym, bowiem w kraju było to niemożliwe. Pierwszym takim okrętem miał być CSS „Florida” budowany w brytyjskiej stoczni William C. Miller & Sons w Liverpoolu, a w maszynę parową wyposażany przez firmę Fawcett, Preston & Co., jako statek handlowy „Oreto” rzekomo dla włoskiego armatora z Palermo.
Tajemnica rychło została odkryta, ale mimo że konsul włoski w Liverpoolu zapewniał, że nic nie wie o takim zamówieniu, a przedstawiciele Unii w Londynie składali oficjalne interpelacje w tej sprawie, budowę „Oreto” zakończono i 22 marca 1862 roku opuścił on wody brytyjskie (bez uzbrojenia i wyposażenia militarnego) kierując się do portu Nassau na Bahamach. Jednocześnie port w Hartlepool opuścił udający węglowiec statek „Bermuda” z uzbrojeniem i ekwipunkiem dla przyszłego rajdera. Do przejęcia zaopatrzenia w Nassau nie doszło z powodu sprzeciwu miejscowego gubernatora brytyjskiego, który nawet aresztował niedoszły korsarski okręt na 3 miesiące. „Bermuda” musiała opuścić port. W końcu 7 sierpnia „Oreto” został zwolniony i zaraz udał się do ukrytej zatoki bezludnej wysepki Green Cay, gdzie wreszcie pobrano uzbrojenie, zmieniono nazwę na CSS „Florida” i wciągnięto na maszt wojenną banderę CSA. Dowódcą został porucznik John Newland Maffitt.
Tu pojawiły się trzy kolejne problemy: nie wszyscy zwerbowani w Liverpoolu członkowie załogi „Oreto” chcieli służyć na okręcie korsarskim „Florida”, co zmniejszyło jej stan do zaledwie 20 oficerów i marynarzy; po drugie w zamieszaniu związanym z aresztowaniem i zwolnieniem jednostki, w Nassau zostawiono kilka skrzyń z uzbrojeniem artyleryjskim, co spowodowało, że okręt był w rzeczywistości bezbronny; na koniec ktoś przyniósł z lądu żółtą febrę i w krótkim czasie większość ludzi była chora. W takim stanie okręt dotarł na Kubę, a stamtąd do Mobile w stanie Alabama. Nocą, pod gradem pocisków z blokujących wejście do zatoki okrętów unionistów, CSS „Florida” przedarł się do miasta, owacyjnie witany przez mieszkańców i zacumował pod osłoną dział jednego z fortów. Po uzupełnieniu uzbrojenia i wyszkoleniu nowej załogi okręt wymknął się na morze 16 stycznia 1863 roku.

## Rajd
Po pobraniu węgla w Nassau, okręt spędził blisko pół roku na patrolowaniu wód przybrzeżnych Ameryki Północnej i Południowej oraz Indii Zachodnich, bunkrując w neutralnych portach, a jednocześnie zatrzymując, ograbiając, a następnie paląc statki unionistów; w ślad za korsarzem płynął silny zespół okrętów Unii z zadaniem doścignięcia i zniszczenia go.
CSS „Florida” wypłynął 27 lipca z Bermudów do Brestu we Francji, gdzie spędził kilka miesięcy w doku naprawczym. Tam schorowany Maffitt przekazał dowództwo por. Charlesowi M. Morrisowi i zszedł z pokładu. Okręt wyszedł ponownie w morze 12 lutego 1864 roku. Po uzupełnieniu paliwa na Barbados, rajder otarł się o wybrzeże Wirginii, gdzie zatrzymał i zatopił parowiec „Electric Star” (jedyny tego typu statek zdobyty przez korsarzy), po czym uchodząc pogoni skierował się ku Teneryfie w archipelagu Wysp Kanaryjskich, a stamtąd do Salvador de Bahia w Brazylii, gdzie przybył 4 października 1864 roku.
Podczas postoju w brazylijskim porcie, 7 października CSS „Florida” został - pod nieobecność kapitana i połowy załogi - zaatakowany i zdobyty w wyniku niezgodnego z prawem międzynarodowym nocnego ataku dokonanego przez załogę federalnej korwety USS „Wachusett” pod dowództwem komandora Napoleona Collinsa. Odholowany z portu na morze korsarski okręt został dostarczony do amerykańskiego portu, wbrew oficjalnemu sprzeciwowi Brazylii, domagającej się zadośćuczynienia za oczywiste naruszenie jej terytorium. Władze Unii nie mogły temu zaprzeczyć; Collins oddany został pod sąd wojskowy, który uznał jego winę i usunął z marynarki. Wkrótce jednak, na interwencję sekretarza marynarki Gideona Wellesa Collins ponownie otrzymał stanowisko, a wkrótce także awans.

## Dziwny przypadek
Zakotwiczony w Newport News korsarz napotkał swój kres 28 listopada 1864 zatopiony w wyniku budzącej wiele wątpliwości kolizji z promem wojskowym USAT „Alliance”. Do dziś nie zostało wyjaśnione, czy zatopienie nastąpiło za cichym przyzwoleniem admirała Portera, czy też na jego rozkaz. Jedno jest pewne: przypadek ów sprawił, że CSS „Florida” nie mógł już być zwrócony Brazylii, o czym mówił wyrok sądu, ani tym bardziej wrócić pod banderę konfederackiej floty.
CSS „Florida” w czasie swej krótkiej kariery opanował i zniszczył 37 statków Unii; jego następcy CSS "Tacony" i CSS „Clarence” 23 dalsze.
Wiele pamiątek po CSS „Florida” znajduje się w Hampton Roads Naval Museum www.hrnm.navy.mil.